# Luís Carlos Cardoso
Luís Carlos Cardoso da Silva (Picos, 11 de dezembro de 1984) é um paracanoísta brasileiro.

## Biografia
Seis vezes campeão mundial da paracanoagem, Luís Carlos começou a praticar o esporte como alternativa de se manter em forma após o diagnóstico de paralisia. Ele conquistou a medalha de prata nos Jogos Paralímpicos de Verão de 2020 em Tóquio na prova de caiaque KL1 masculino.